# Dečje novine
Dečje novine (en alfabet ciríl·lic serbi: Дечје новине; el diari dels infants) va ser una casa editorial sèrbia amb seu en Gornji Milanovac. Reconeguda com l'editora de còmics més gran de Iugoslàvia, també va publicar llibres, revistes i àlbums d'adhesius. Tenien els drets per a publicar còmics de Disney a Iugoslàvia, en un moment en què eren molt populars, i també editaren còmics de DC i Marvel.
Entre les produccions de còmics pròpies, destaquen el còmic bèl·lic Mirko i Slavko, i Kobra. El major èxit de l'editorial fou Nikad robom, sèrie de còmics ambientada en la història dels pobles de Iugoslàvia que tingué tirades de 600.000 exemplars.
Dečje Novine va ser fundada el 1956 per Srećko Jovanović, i rebia el nom d'un periòdic escolar amb poc més de mil exemplars de tirada que va ser impulsat per pares d'alumnes i un grup de professors. A mitjans dels anys seixanta la revista feia tirades de 100.000 exemplars, i en l'època de major apogeu, a l'editorial hi havia uns 500 treballadors i uns 3.000 col·laboradors. La publicació homònima tingué quatre edicions, la normal en serbocroat, una altra per als que vivien en l'estranger, una en braille i una altra en romaní.
A banda de còmics i publicacions per a infants, també publicaren la revista musical Džuboks. El 1966 comença la seua col·laboració amb Disney amb la publicació de Miki, i el 1972, amb Panini. Per trenta anys publicaren revistes de còmics de Disney, material escolar llicenciat, i tenien la distribució exclusiva a tota l'Europa de l'Est.
Publicaren Garcia Márquez en serbocroat, i imprimiren llibres de text per a diversos països africans, especialment Angola. En aquelles dates tenien 23 impremtes arreu del país. També organitzaven excursions per a estudiants d'ensenyament primari, uns 50.000 en tota la seua història.
Amb l'esclat de les guerres de Iugoslàvia, el col·lapse de l'estat i l'hiperinflació, l'empresa s'enfonsa a principis dels anys noranta. La fallida va durar fins al 2001, quan va vendre la resta d’actius per liquidar als nombrosos creditors.